# Ben Sasse

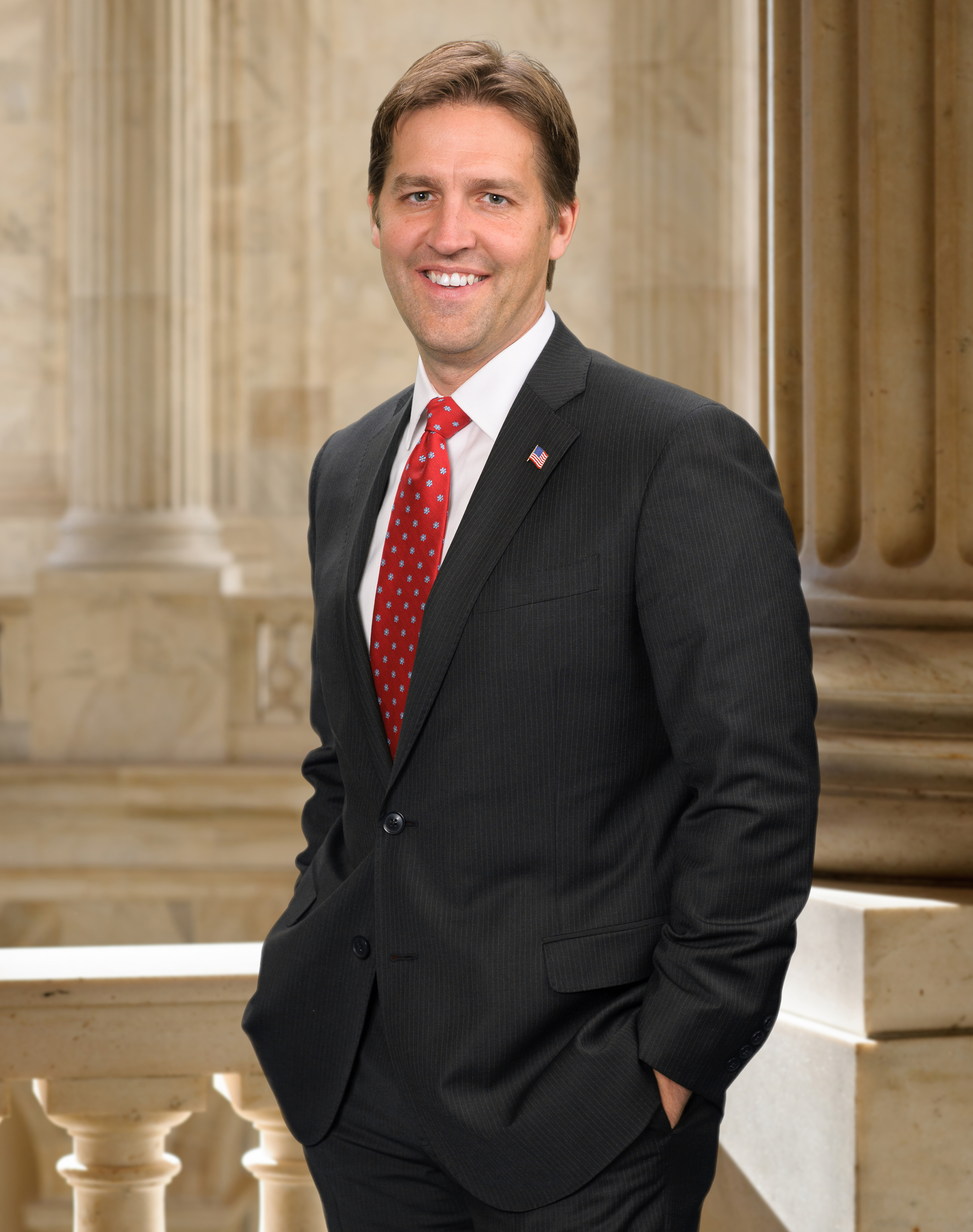
Ben Sasse

Benjamin Eric "Ben" Sasse (24 de fevereiro de 1972, Plainview, Nebraska) é um político norte-americano filiado ao Partido Republicano. É o senador júnior do estado do Nebraska desde 3 de janeiro de 2015.